# Linus Malmborg
Linus Malmborg, född 16 februari 1988, är en svensk fotbollsspelare (försvarare) som har spelat för bland annat Gefle IF, IFK Värnamo och IK Frej.

## Karriär
Malmborg har spelat för Gefle IF i Allsvenskan, samt Östers IF och Assyriska FF i Superettan. Inför säsongen 2016 förlängde han kontraktet med Assyriska till och med säsongen 2017. Efter säsongen 2016 lämnade dock Malmborg klubben då de blev nedflyttade från Superettan.
I februari 2017 värvades Malmborg av Vasalunds IF. Efter säsongen 2018 lämnade han klubben. Säsongen 2021 gjorde Malmborg comeback i IK Frej och spelade 11 matcher för klubben i Division 4.